# Усть-Боровской солеваренный завод
 Усть-Боровской солеваренный завод  — бывший солеваренный завод, расположенный в городе Соликамске Пермского края. Был построен в последней четверти XIX века и представлял собой комплекс деревянных промышленных сооружений, обслуживавших все этапы производства соли. В 1986 году на территории завода был открыт единственный в своём роде музей истории соли, являвшийся филиалом Соликамского краеведческого музея. В 2012 году вышел из состава краеведческого музея и приобрел статус заповедника, изменив наименование на МАУК "Музей-заповедник "Сользавод".

## История
Соликамск возник при соляных промыслах и быстро превратился в один из крупнейших центров солеварения страны. Бо́льшая часть соляных скважин и солеварен находилась в центральной части города, но ко второй половине XIX века скважины истощились и в 1878—1882 годах недалеко от Соликамска был построен новый соляной завод. Он был возведён на средства купца Александра Васильевича Рязанцева в небольшом посёлке Боро́вске (сейчас район Соликамска), расположенном к северу от Соликамска, на левом берегу Камы. Интересно, что несмотря на ряд новшеств, технология производства практически полностью повторяла старинный процесс, известный ещё с XV века. Все промышленные сооружения были выполнены из дерева и включали рассолоподъёмные башни, соляные лари, варницы и амбары. В 1882 году была выварена первая соль и к началу XX века завод с почти двумя сотнями рабочих стал крупнейшим промышленным предприятием Прикамья.
До 1917 года заводом владели несколько членов семьи Рязанцевых, позже он продолжил свою работу, пережив несколько модернизаций, включая замену паровой тяги на электрическую и использование каменного угля вместо древесного топлива. К 1970-м года предприятие стало совершенно нерентабельным и 1 января 1972 года Усть-Боровской солеваренный завод был закрыт. После длительного периода неопределенности, во время которого была утеряна часть заводских объектов, в октябре 1986 года на территории бывшего предприятия был официально открыт музей истории соли, воссоздающий старинную технологическую цепочку солеварения. В 1990—2000-е годы музей пережил несколько пожаров, последним из которых стал пожар в Конторе сользавода в 2005 году. В 2024 году завершились восстановительно-реставрационные работы здания Конторы.

## Технология
В районе завода богатые солями рассолы залегают на глубине более 100 метров. Для их откачки использовались рассолоподъёмные башни с паровыми машинами, поднимающими рассолы по деревянным рассолоподъёмным трубам. В старину для подъёма рассола применялись специальные ёмкости с ручной или конной тягой. По наклонным желобам рассолы доставлялись в соляные лари, откуда, после отстаивания, попадали в варницы — устройства для выпаривания воды из рассолов. Готовая соль упаковывалась в мешки и складировалась в расположенных на берегу Камы амбарах. В судоходный период соль отправляли вниз по Каме, основным пунктом её назначения служила Нижегородская ярмарка.

## Объекты музея
На территории музея до наших дней сохранились несколько исторических сооружений, внесённых в реестр объектов культурного наследия России:
- Контора завода, 1884
- Изба караульная, конец XIX века
- Александровский соляной ларь, 1882
- Александровская рассолоподъёмная башня, 1904
- Васильевская соляная варница, 1882
- Воскресенская рассолоподъёмная башня, 1928
- Ивановская соляная варница, 1882
- Ивановский соляной ларь, 1882
- Георгиевская соляная варница, 1882

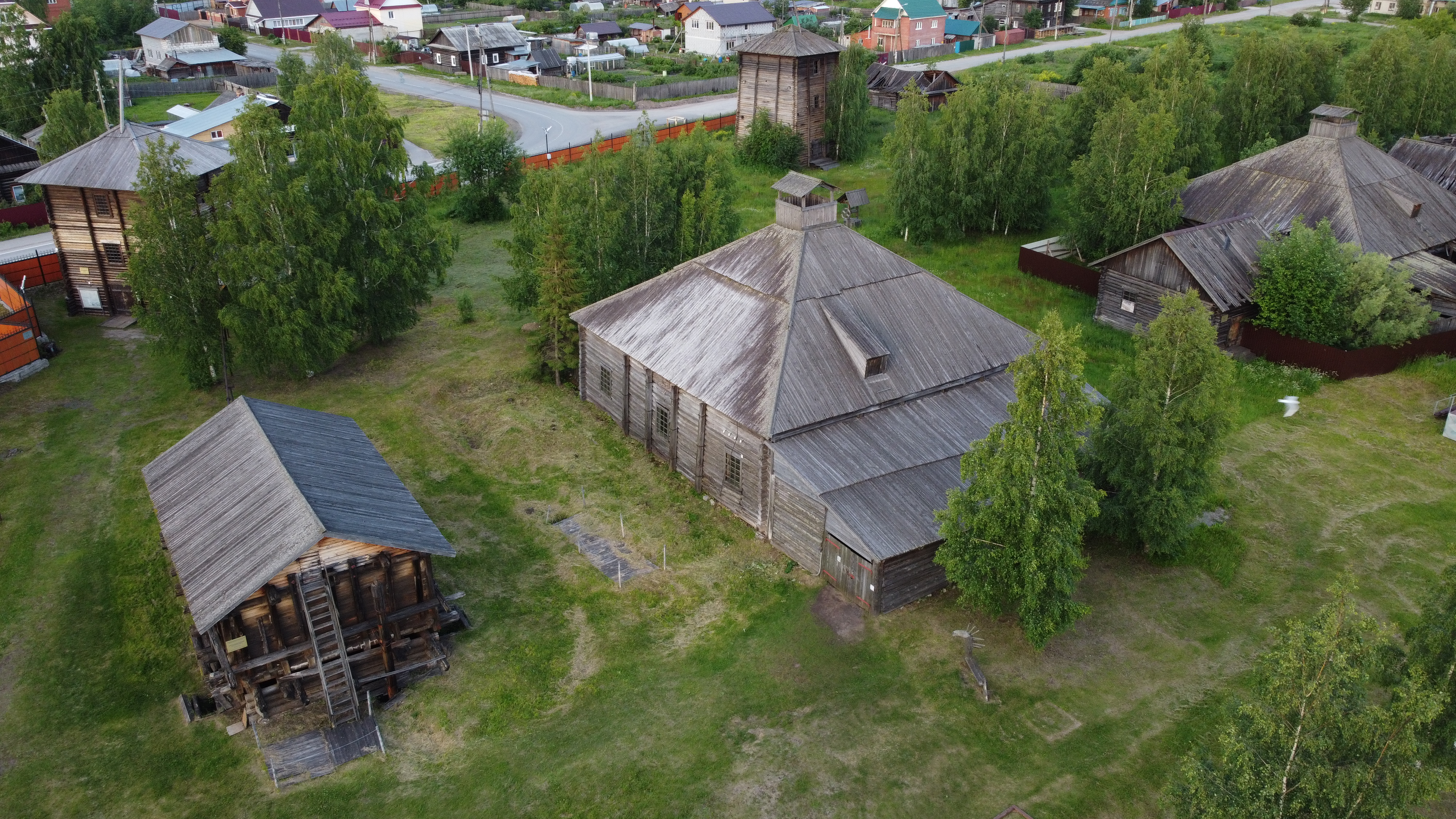
Основные объекты музея
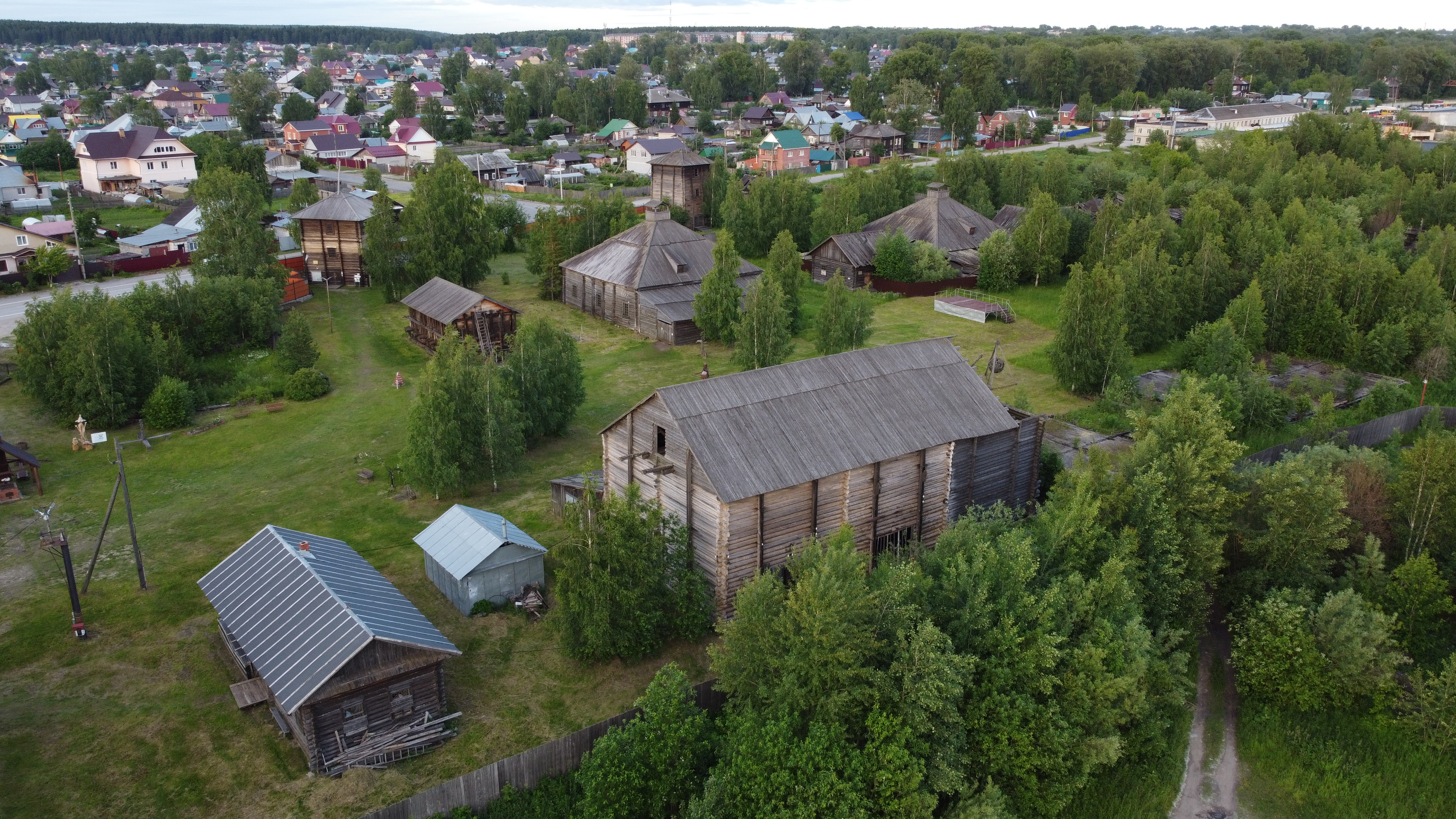
Панорама музея
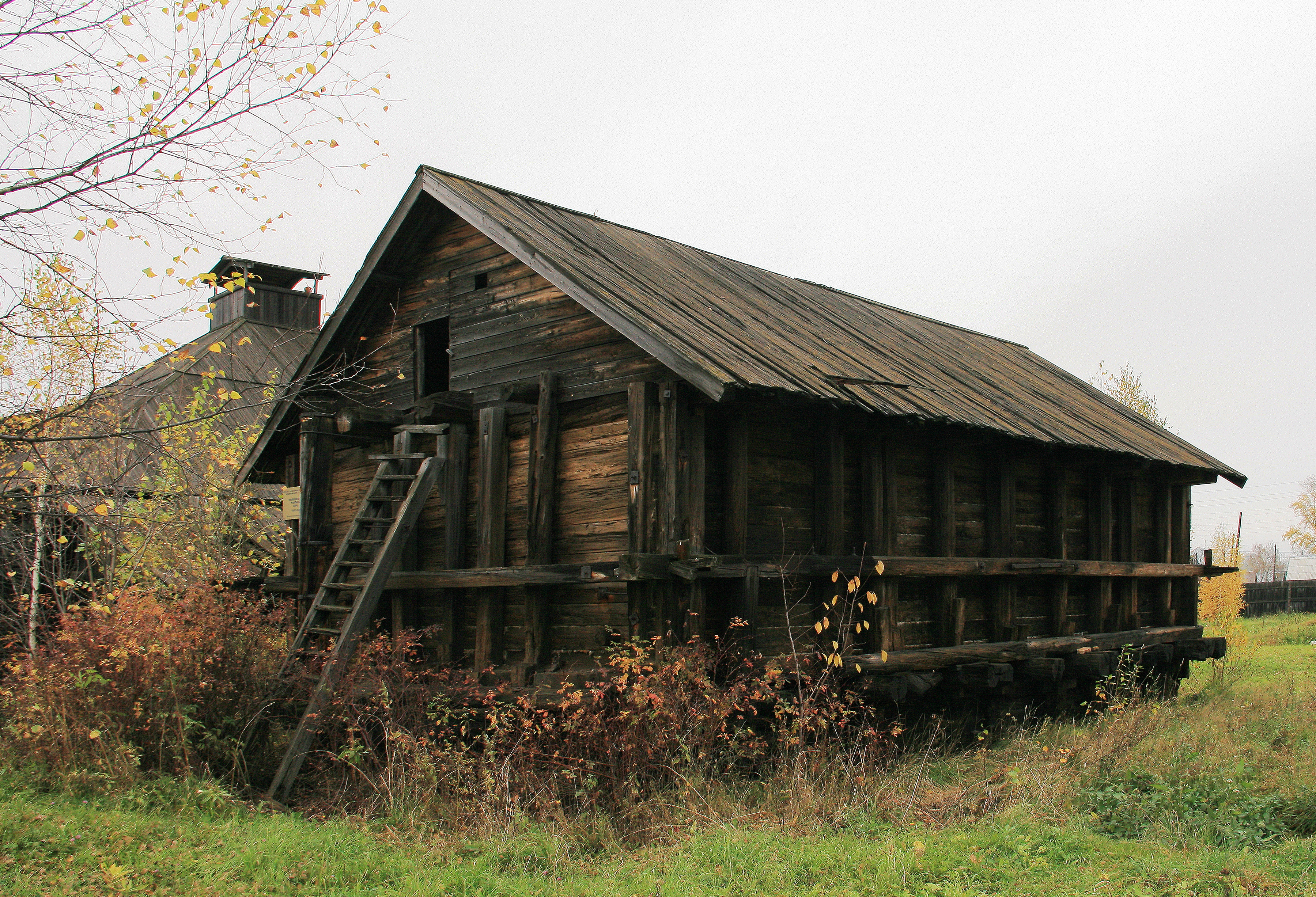
Ивановская соляная варница
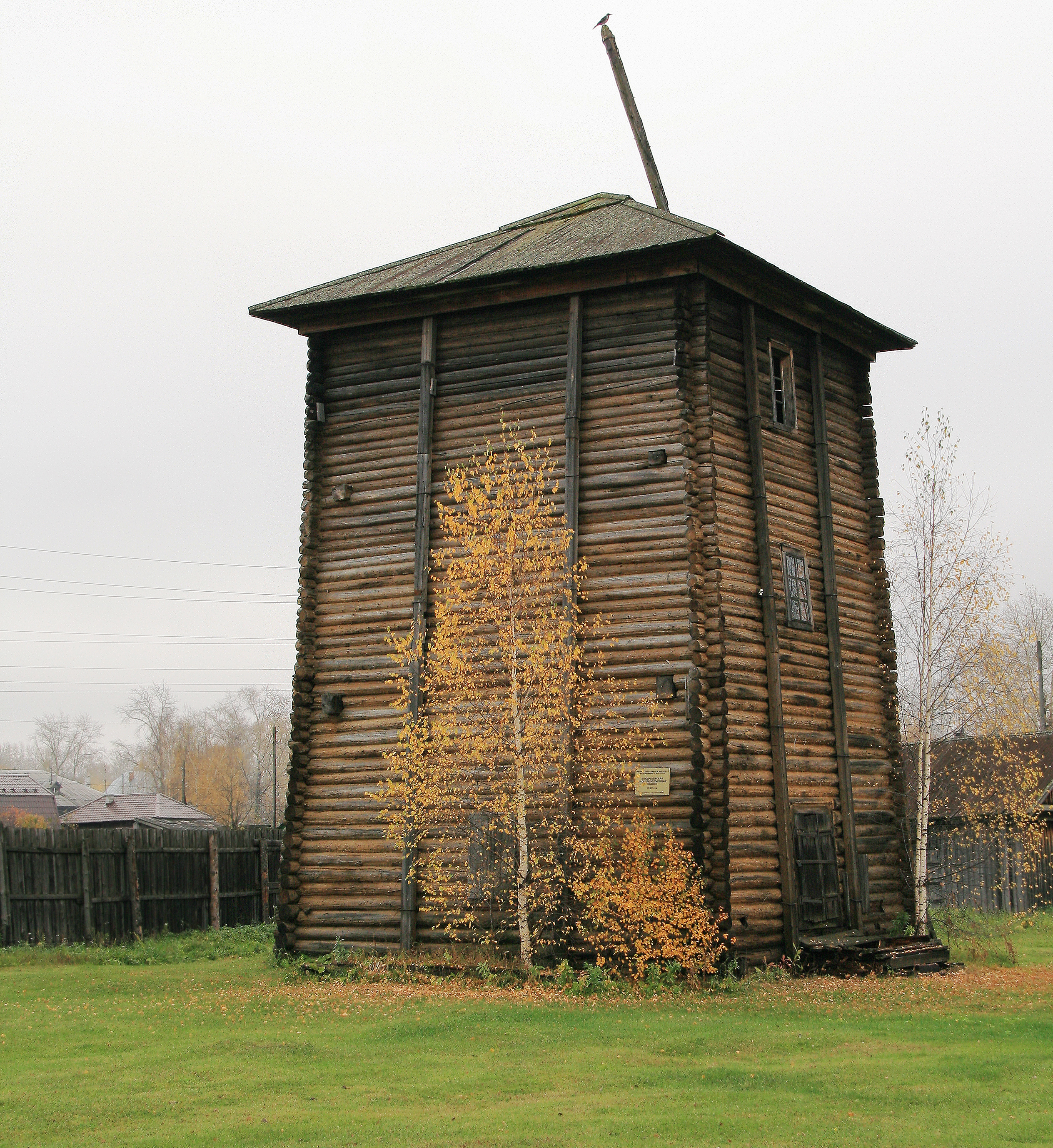
Воскресенская рассолоподъёмная башня

## Завод в искусстве

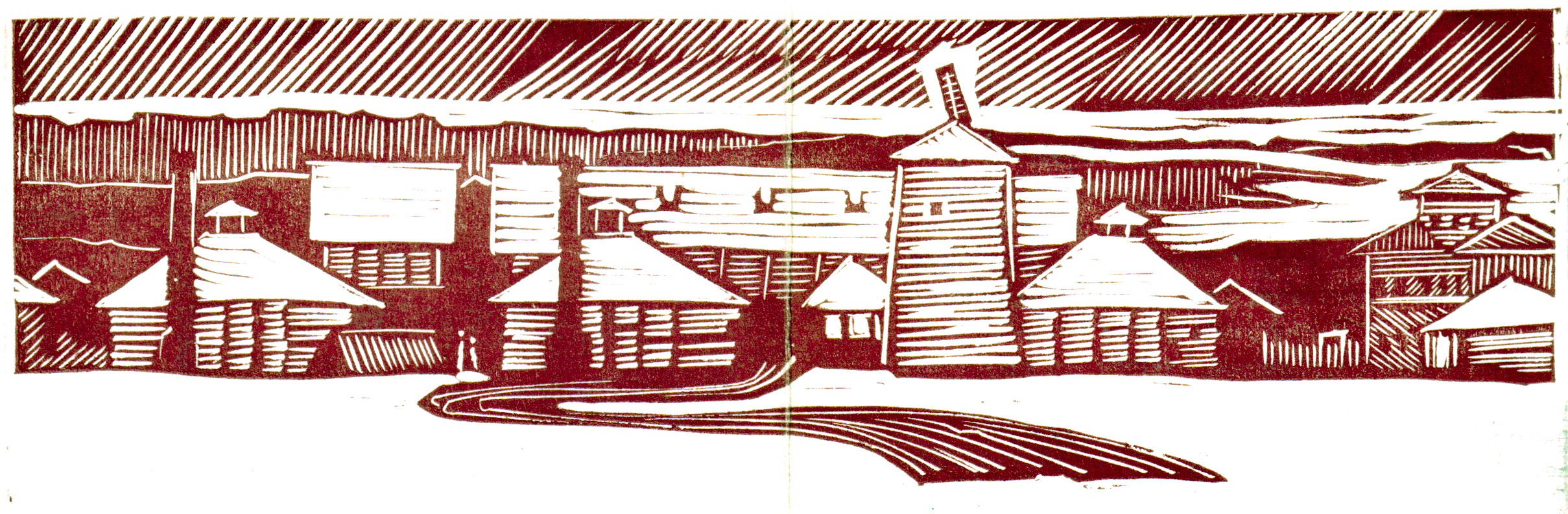
«Панорама сользавода». Н. В. Пономарёв
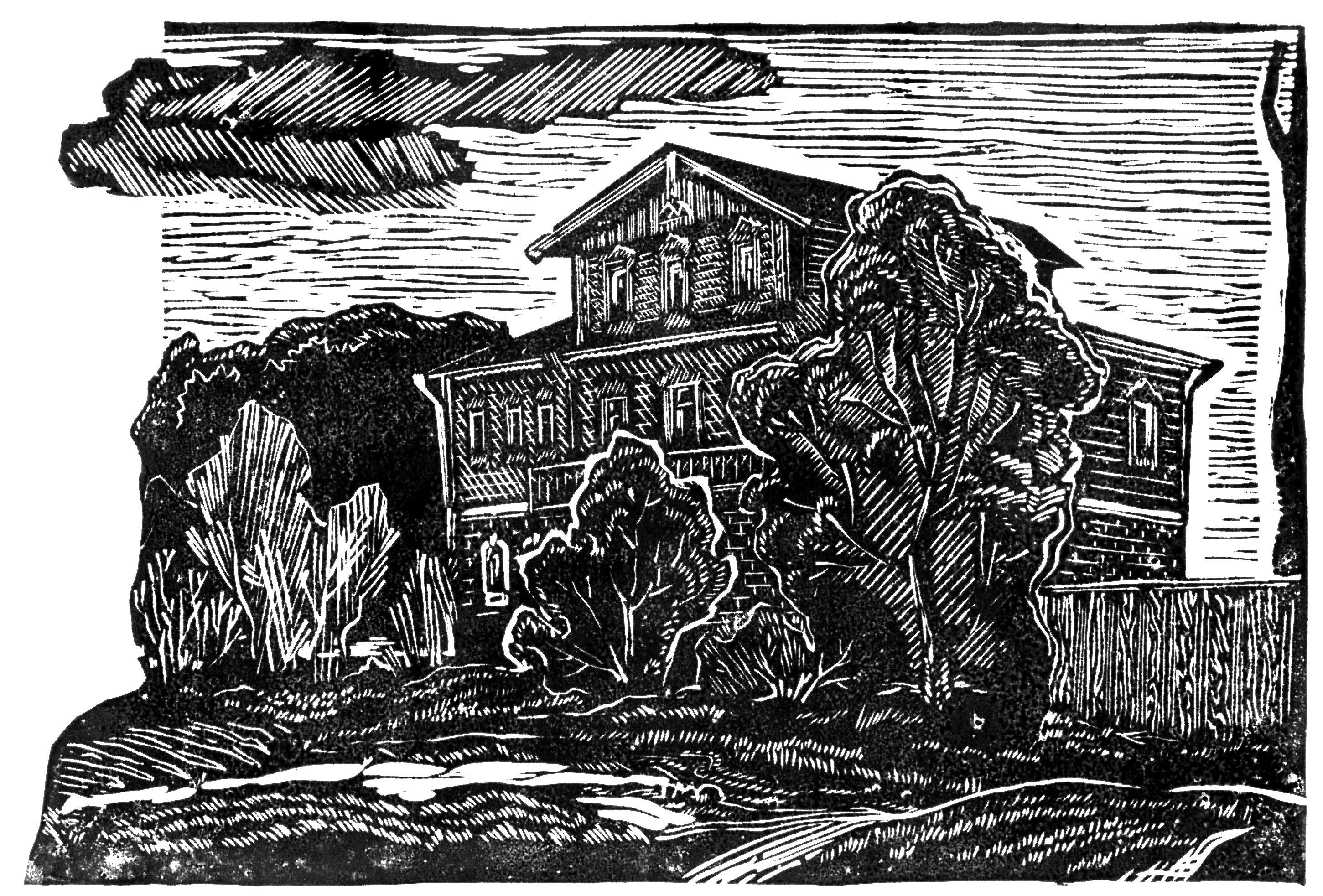
«Контора сользавода». Н. В. Пономарёв
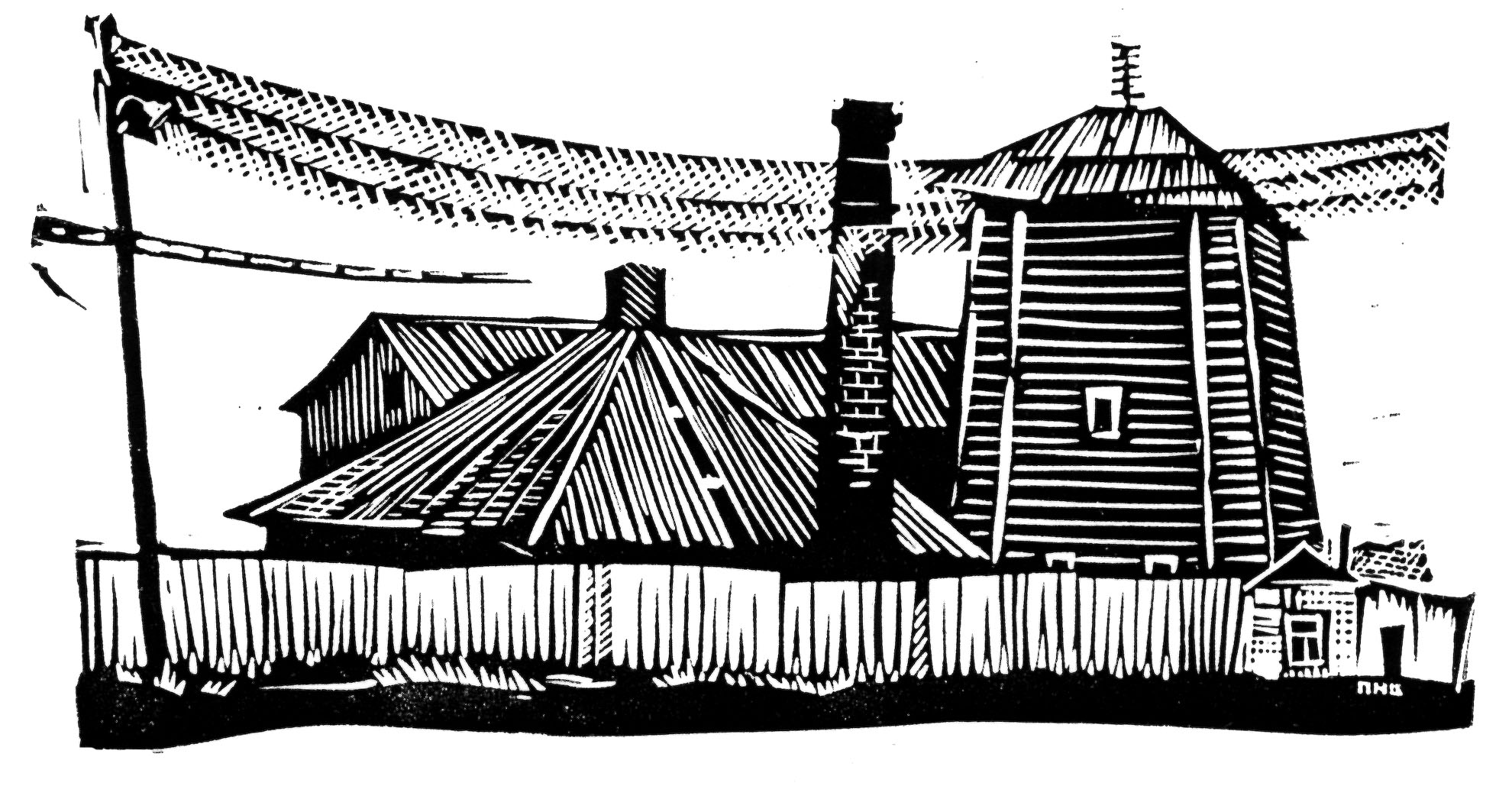
«Старый сользавод». Н. В. Пономарёв